# Sněžník (Jílové)
Sněžník (německy Schneeberg) je vesnice a část města Jílové v okrese Děčín. Nachází se asi čtyři kilometry severně od Jílového. Sněžník je také název katastrálního území o rozloze 17,89 km².

## Historie
První písemná zmínka o vesnici pochází z roku 1623.

## Obyvatelstvo
Při sčítání lidu v roce 1921 ve vsi žilo 439 obyvatel (z toho 213 mužů), z nichž bylo jedenáct Čechoslováků, 407 Němců a 21 cizinců. S výjimkou 21 evangelíků, jednoho příslušníka nezjišťovaných církví a dvou lidí bez vyznání byli římskými katolíky. Podle sčítání lidu z roku 1930 měla vesnice 453 obyvatel: sedm Čechoslováků, 424 Němců a 22 cizinců. Většina (400 osob) se hlásila k římskokatolické církvi, ale ve vsi žilo také 21 evangelíků, jeden člen nezjišťovaných církví a 31 lidí bez vyznání.
|           | 1869 | 1880 | 1890 | 1900 | 1910 | 1921 | 1930 | 1950 | 1961 | 1970 | 1980 | 1991 | 2001 | 2011 |
| --------- | ---- | ---- | ---- | ---- | ---- | ---- | ---- | ---- | ---- | ---- | ---- | ---- | ---- | ---- |
| Obyvatelé | 542  | 539  | 497  | 492  | 499  | 439  | 453  | 129  | 118  | 116  | 78   | 41   | 47   | 70   |
| Domy      | 98   | 103  | 103  | 105  | 104  | 102  | 108  | 114  | 34   | 37   | 22   | 77   | 75   | 82   |

## Pamětihodnosti
- Kaple Panny Marie, z roku 1911[8]
- Rozhledna na Děčínském Sněžníku
- Venkovské usedlosti čp. 5, 11, 55, 58, 83 a 87

## Galerie

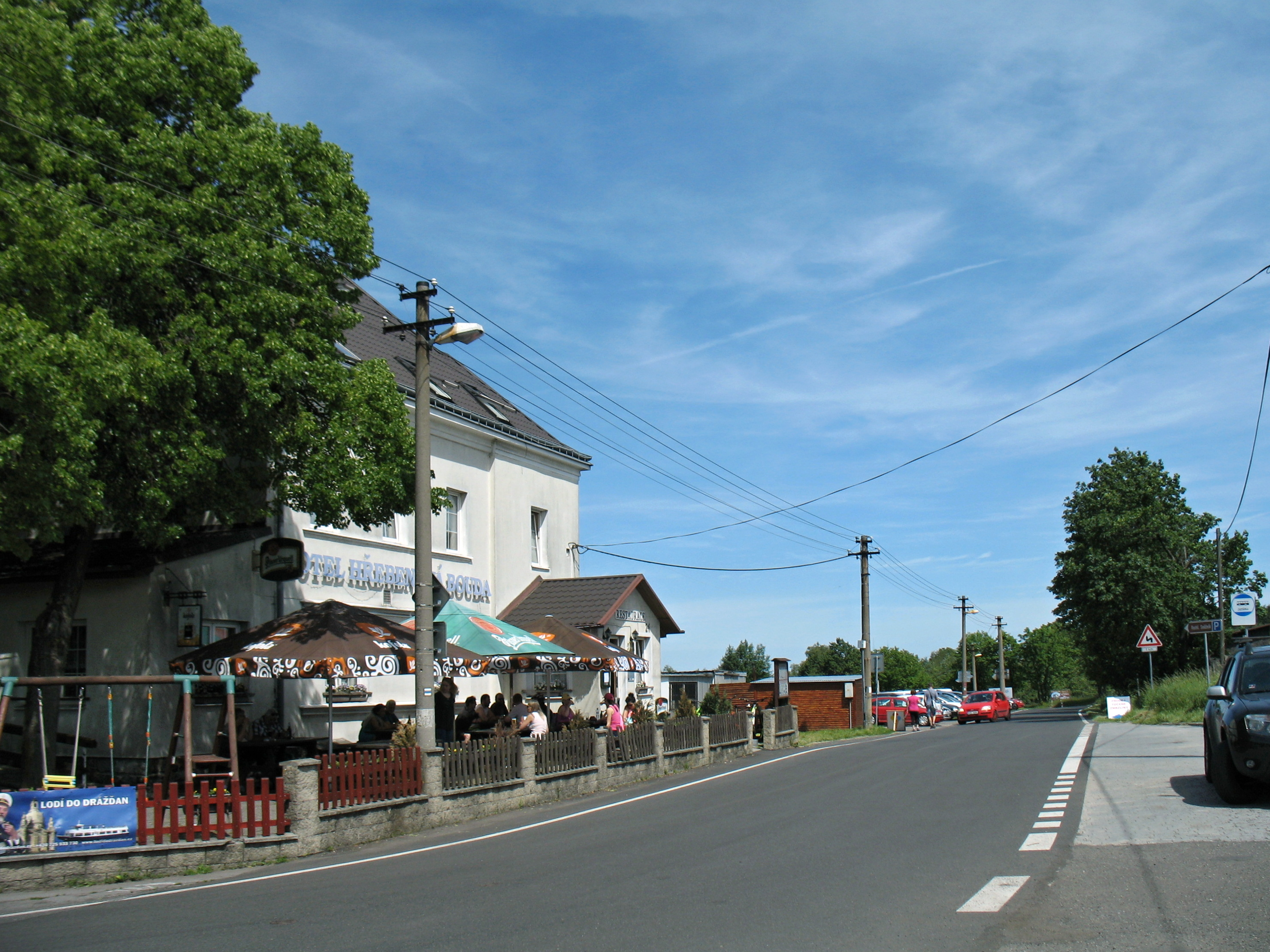
Hotel Hřebenová bouda
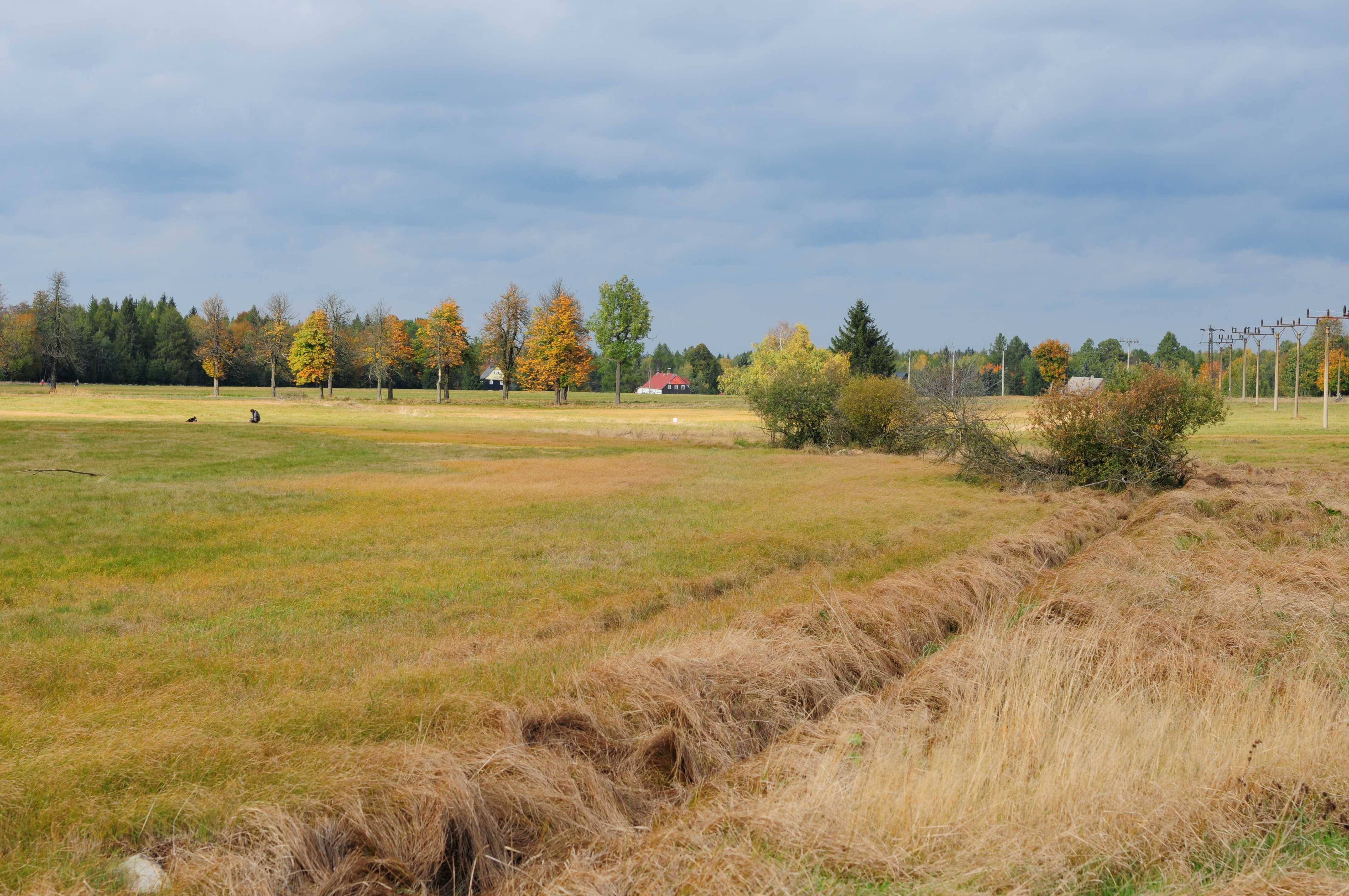
Prameniště Sněžnického potoka
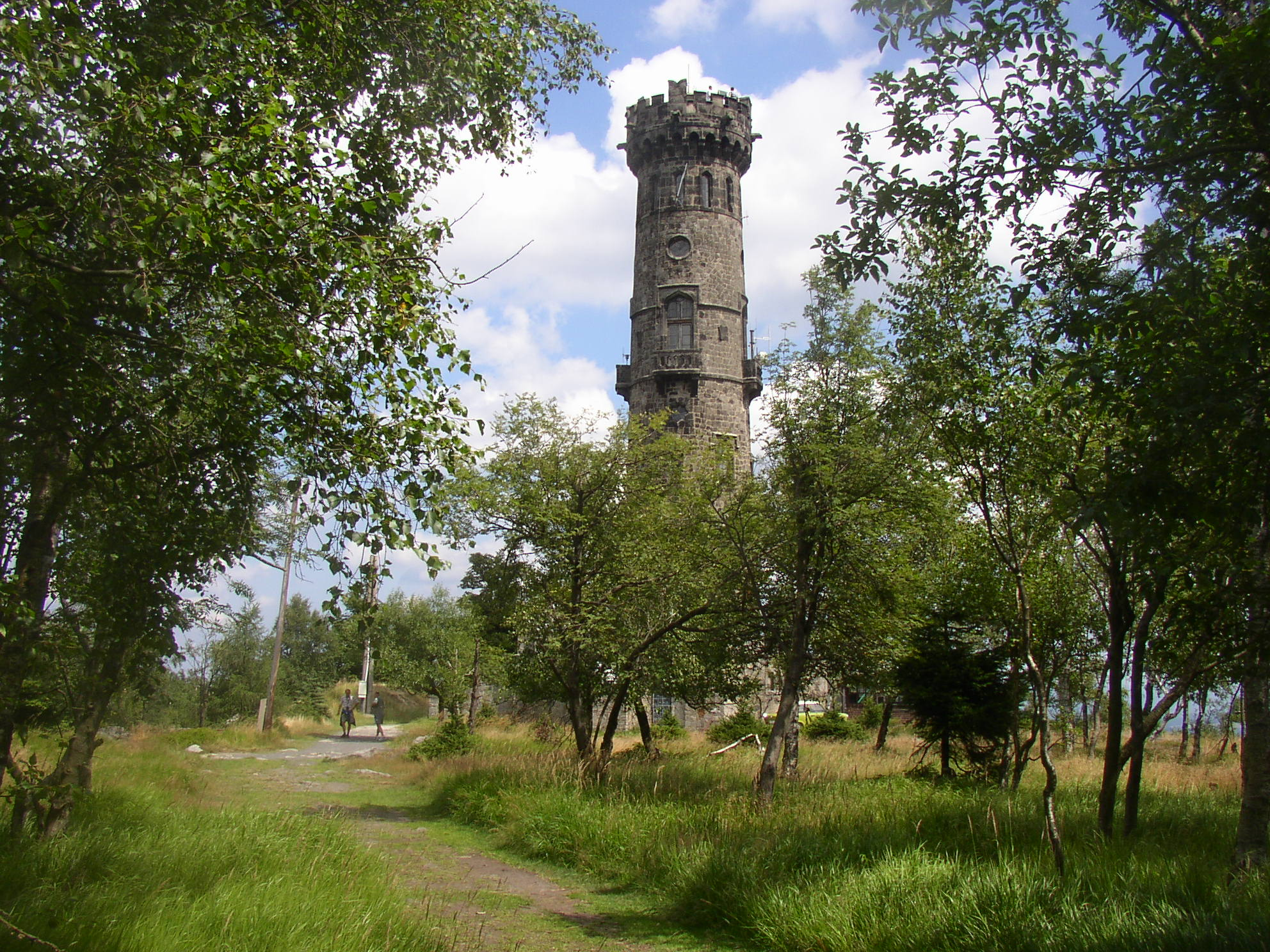
Rozhledna z roku 1864
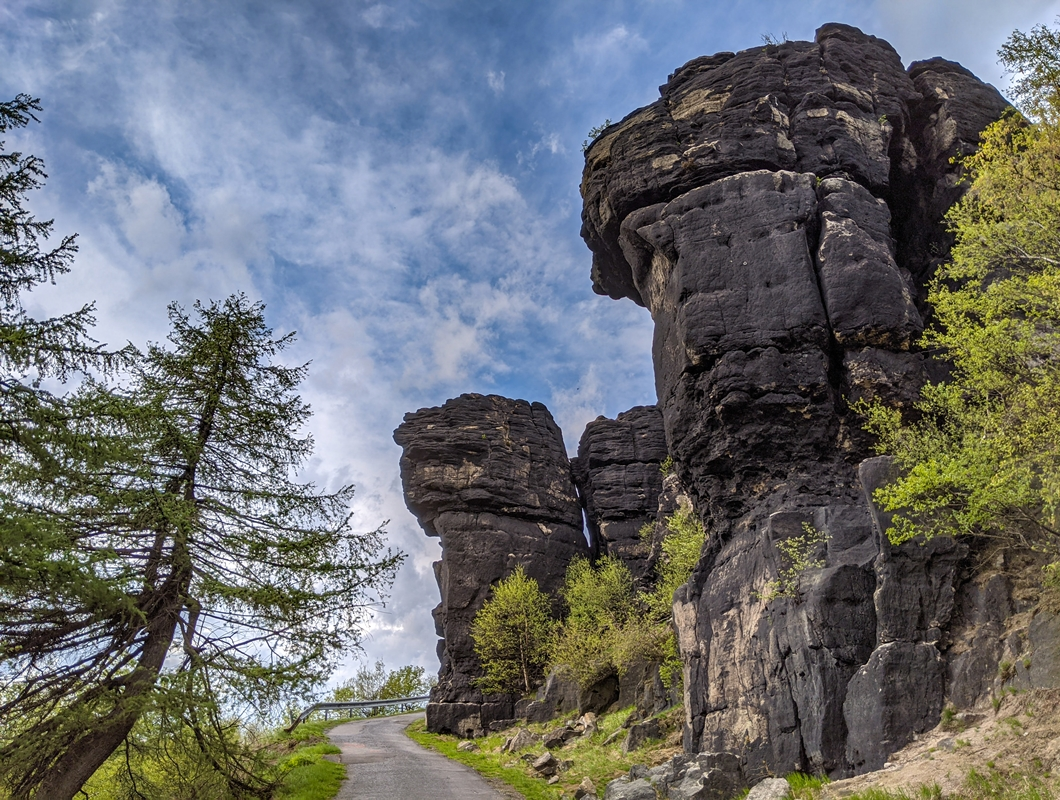
Skály Májová věž a Jarní stěna na Sněžníku